# Pawilon „Kapelusz Pana Anatola”
Pawilon „Kapelusz Pana Anatola” – modernistyczny dom towarowy znajdujący się w Łodzi przy ul. Ignacego Paderewskiego 6 na osiedlu Kurak. Zaprojektowany przez Aleksandra Zwierkę i wzniesiony w latach 1962–1964.

## Historia
Pawilon zaprojektował Aleksander Zwierko w 1959 roku jako pawilon handlowo-usługowy. Jego realizacji towarzyszyła budowa zespołu 4 dziesięciopiętrowych bloków na osiedlu Kurak. Łódzki Wojewódzki Konserwator Zabytków wiosną 2020 r. wszczął procedurę wpisu budynku do rejestru zabytków. Jako uzasadnienie wszczęcia procedury podano: „Całość stanowi cenny w skali ponadlokalnej przykład powojennej architektury modernistycznej o zachowanej pierwotnej funkcji”. W 2022 r. ukończono remont obiektu. 4 stycznia 2022 r. uruchomiono w nim przychodnię miejską.
Pawilon nazywany jest „Kapelusz Pana Anatola” ze względu na kształt odwróconego kapelusza nawiązującego do filmu Jana Rybkowskiego – Kapelusz Pana Anatola.

## Architektura
Pawilon wykonano z żelbetu, ma również ściany z cegły ceramicznej. Jest całkowicie przeszklony, wybudowano go na planie zbliżonym do okręgu, w środku znajduje się niewielki dziedziniec. Całość budynku przykryto dachem, wysuniętym przed fasadę budynku.